# Sherman (constructor)
 Sherman  va ser un constructor estatunidenc de cotxes de competició.
Sherman va competir al campionat del món de la Fórmula 1 a 2 temporades, les dels anys 1951 i 1952.
Va disputar només la cursa del Gran Premi d'Indianapolis 500, no competint a cap més prova del campionat del món de la F1.

## Resultats a la F1
| Temporada | Pilot         | Classificació | Punts | Retirada | Resultats |
| --------- | ------------- | ------------- | ----- | -------- | --------- |
| 1951      | Andy Linden   | 4             | 3     |          | Resultats |
| 1952      | George Fonder | 15            |       |          | Resultats |